# Onychostreptus villiersi
Onychostreptus villiersi är en mångfotingart som beskrevs av Demange 1971. Onychostreptus villiersi ingår i släktet Onychostreptus och familjen Spirostreptidae. Inga underarter finns listade i Catalogue of Life.